# 科尼什群島
科尼什群島（英語：Cornish Islands），是南極洲的群島，位於葛拉漢地西岸的盧貝海岸，處於利亞德島以南7公里的哈努斯灣，根據美國探險隊拍攝的空中照片繪入地圖，現時由南極條約體系管理。